# Gospostvo Bredevoort
Gospostvo Bredevoort, ki se nahaja v sedanji provinci Gelderland, je bilo neodvisno visoko gospostvo v grofiji Zutphen. Sestavljali so ga mesto Bredevoort ter vasi Aalten, Dinxperlo in Winterswijk z zaselki.

## Zgodovina
Ko je leta 1316 umrl Herman II. Lonski, je grofija Lohn izginila z njim in münstrske čete so takoj prišle zasesti grad Bredevoort. Temu je sledilo več menjav oblasti med Geldersom in Munsterlandom, po bitki za Bredevoort je bil 28. junija 1326 podpisan mir v korist Geldersa.
Leta 1697 so deželni stanovi Geldersa gospostvo podarile Stadtholderju Viljemu III. Tako je gospostvo v celoti prišlo v last Nassauskih. Eden od naslovov nizozemskega kralja je torej še vedno " gospod Bredevoortski".
Po francoskem obdobju je bila večina gospostev na Nizozemskem in z njimi tudi podložništvo odpravljenih. Gospostvo Bredevoort je bilo razdeljeno na županstva Aalten, Bredevoort, Dinxperlo in Winterswijk. Leta 1798 so bila ta županstva ponovno razpuščena in združena v Upravo Bredevoort, ki je vključevala tudi območje Gospostva Lichtenvoorde. Leta 1811 je območje spet dobilo novo obliko upravljanja in je bilo razdeljeno na štiri občine: Aalten, Bredevoort, Dinxperlo, Lichtenvoorde in Winterswijk. Leta 1818 je bila občina Bredevoort razpuščena in od takrat je mesto Bredevoort del občine Aalten. Ime "Gospostvo Bredevoort" za območje je ostalo v uporabi do 20. stoletja, kar dokazuje oglas notarja Roelvinka iz Winterswijka, ki je leta 1916 ponudil lovske pravice v prodajo.

## Gospoščinske pravice
Suverena pravica v Bredevoortu je bila od leta 1246 vedno pridržana deželnim stanovom Geldersa, v nasprotju na primer s sosednjim Gospostvom Borculo, kjer je bil gospod Borculski tisti, ki je leta 1742 pridobil suvereno pravico. V Bredevoortu je imel gospod do leta 1795 dvorne služabnike in posest. Dvorni podložnik je lahko sebe in svojo dvorno posest odkupil z denarjem in službami ali pa s tem, da je namesto njega prišel kdo drug. Sodišča so imela svoje sodišče in zanje so veljali zelo strogi predpisi. Potrebno se je bilo vpisati v sodno knjigo, vsako leto 15. julija pod Rožnico. Francoska vlada je leta 1795 odpravila dvorno suženjstvo in druge gosposke pravice. Druge pravice, ki so pripadale graščini Bredevoort, so bile:
- visoko sodstvo
- srednja in nizka pristojnost,
- patronatske pravice cerkva in vikarijev s kolacijskimi pravicami,
- pravica do divjadi in lova,
- pravica do ribolova,
- pravica do vetra in vode,
- pravica do sodnih storitev,
- pravica do prejemanja dohodkov, kot so trošarine (pivo in vino), najemnine, jesenske in majske molitve, sodne takse in storitve, pustne kokoši, dajatev na stoto jajce, denar iz izkopane zemlje, cestnina in cestnina, ovsena dajatev.

## Obdavčitev
Bredevoort je bil prvotno vestfalsko borgmansko mesto v grofiji Lohn. Plemeniti branilci gradu Bredevoort so živeli v utrjenih hišah na zunanjem gradu, ki je zato dobil značaj trdnjave. Ko je bil Bredevoort leta 1326 prenešen v pristojnost Geldersa, je münsterski škof svoje bredevoortske sodne izvršitelje oprostil prisege, da so lahko prestopili v službo v Gelderlandu. Leta 1503 so sodni izvršitelji v Bredevoortu pridobili podobne privilegije od takratnega zastavnega gospoda Everwijna II. Bentheim-Steinfurtskega. Vendar je bila vojaška in upravna vloga sodnih izvršiteljev končana, ko je bila obramba v 16. stoletju dodeljena garniziji. Kot zastavni gospod in pozneje kot gospod Bredevoortski je imel princ Oranski pravico imenovati uradnike, tako posvetne kot cerkvene. Drost je bil odgovoren za upravo in pravosodje v imenu gospoda. Skupaj s sodnikom, deželnim pisarjem, stadtholderjem ali namestnikom drosta in davčnim odvetnikom je drost skrbel za policijske in sodne zadeve v gospostvu. V mestu Bredevoort sta mu upravno pomagala dva župana in pet rot mojstrov: rot mojster je bil okrožje ali soseska mesta. V civilnem sodstvu sta mu pomagala dva sodnika ali cenilca, v kazenskem sodstvu davčni odvetnik. Gospod je imenoval naslednje uradnike: drossaarda ali drosta, sodnika, zemljiškega zapisovalec, fiskala, prinčev odvetnik, prinčev prokurator, oskrbnik, oskrbnik burenške desetine, sodnik ali ocenjevalec prizivnega sodišča v grofiji Zutphen, sodnik ali cenilec mestnega sodišča, varuh, hišnik, organist, šolski ravnatelj, meščan, vratar gradu in mesta, bralec, nadzornik lesa in gozdnih pridelkov pod Bredevoortom, gozdar v uradu Boekhout, sprejemnik davka, skrbnik sodišča in zapora v Bredevoortu, lastnik poštnih vozil in ravnatelj latinske šole. Za Winterswijk: sodnik ali cenilec deželnega sodišča, prejemnik ponderjev, cerkveni upravitelji, dva tržna gospodarja, organist, meščan, šolski mojster, bralec, varuh, podstražar, gozdar, poštar v Amsterdamu in poštar v Deventerju . Za Aalten: upravitelj, sodnik ali ocenjevalec državnega sodišča, organist, častnik, šolski ravnatelj, cerkveni upravitelji, tržni gospodarji, skrbnik, podskrbnik, strelec in gozdni čuvaj. Za Dinxperlo: stečajni upravitelj, sodniki ali cenilci deželnega sodišča, cerkveni upravitelji (dva), skrbnik in učitelj.

## Drost
Dnevno upravljanje graščine Bredevoort je bilo zaupano drostu. Po okupaciji Münstra med vojnimi leti 1672–1674 je znotraj obzidja kratek čas obstajala ločena občinska uprava, ki so jo izvajali stadtholder in regenti mesta Bredevoort. Drost je imel običajno tudi nalogo sodnika. Pravosodje je opravljal sodnik z dvema sodnima pisarjema. Sodišče je zasedalo enkrat na dva tedna v Aaltenu, Bredevoortu in Winterswijku. Sodni dnevi za Dinxperlo so potekali v Aaltnu. Sodno oblast v mestu Bredevoort je izvajal sodnik gospostva z dvema sodnima pisarjema, kot je bilo običajno v drugih kerspelih. Druga uradnika na sodišču sta bila deželni pisar (tajnik) in davčni odvetnik (javni tožilec). Deželni pisar je deloval tudi kot tajnik Drosta. Ker slednji običajno ni živel v graščini, je bil deželni pisar pogosto tudi njegov namestnik kot namestnik-drosta ali stadtholder. Bredevoort je imel tudi poveljnika trdnjave, "Commandeur der Forteresse". Ta položaj je bil pogosto kombiniran s položajem namestnika-drosta v eni osebi. Obstajala je tudi cela vrsta nižjih uradnikov, med katerimi so bili na primer merilnik, brusilnik, zemljemerec in revni lovci (poljski čuvaji).

## Nassauski gospoščinski svet
Od leta 1612 je uradnike imenoval Nassauski gospoščinski svet. Podatki o njiovem  imenovanju so ohranjeni v uradni knjigi, ki je shranjena v arhivu Gosposščinskega sveta v Državnem arhivu v Haagu. Podrobnosti o imenovanjih v Urad Bredevoort se lahko najdejo v arhivu Drost & Geërfden in v arhivski datoteki Ambt Bredevoort 1795-1811. Skozi zmrzal je veliko osebnih dokumentov končalo tudi v arhivu hiše Keppel, ki je zdaj v arhivu Geldersa v Arnhemu.

## Sodni okraji
Poleg mesta Bredevoort z mestnim svetom (ki je imelo ločeno pristojnost) so gospostvo sestavljali trije sodni okraji, ki so sovpadali s tremi župnijami Aalten, Dinxperlo in Winterswijk. V vsaki župniji so bili imenovani skrbnik in eden ali dva podvaruha, ki sta delovala kot posrednika med prebivalci župnije in odborom v Bredevoortu. Vsaka župnija je obsegala vas in več zaselkov, imenovanih cehi, ki so bili razdeljeni na trohne. Na čelu so bili rot in cehovski mojstri, ki so morali skrbeti za nadaljnje širjenje sporočil in izvrševanje ukazov. Vsaka soseska je imela tudi glasnika, ki je bil povezan z določeno kmetijo. Pristojnosti gospostva Bredevoort so kasneje služile kot osnova za območja, ki so se oblikovala v občini Winterswijk, občini Aalten, občini Dinxperlo in občini Bredevoort . Aalten, Bredevoort in Dinxperlo so zdaj spet ena občina, z izjemo Winterswijka.

## Graščine in gradovi
V okviru gospostva Bredevoort je bilo sedem graščin in gradov. Ob gradu Bredevoort med Aaltenom in Bredevoortom het Walfort, De Buurse pri Meddu južno od Dinxperlo de Rode Spijker, južno od Huppel het Waliën, južno od Meddo de Ravenhorst, južno od Winterswijk de Plekenpol.

## Nova doba
Gospostvo Bredevoort je bil v francoskem obdobju ukinjen in razdeljen na občine Aalten, Bredevoort, Dinxperlo in Winterswijk. Leta 1798 so bile te občine ponovno razpuščene in spremenjene v Urad Bredevoort. Leta 1811 je območje spet dobilo novo obliko oblasti in je bilo razdeljeno na tri županije: Winterswijk, Bredevoort/Aalten in Dinxperlo. Leta 1813 je Bredevoort postal neodvisna občina in šerifov urad. Leta 1818 je bila občina Bredevoort razpuščena in od takrat je mesto Bredevoort del občine Aalten.